# Hermila Galindo
Hermila Galindo Acosta (Villa de San Fernando, Durango; 2 de junio de 1886-Ciudad de México, 18 de agosto de 1954), también conocida como Hermila Galindo de Topete, fue una política, escritora, maestra, oradora, periodista y activista feminista sufragista mexicana cuyo principal periodo de actividad se desarrolló durante la Revolución mexicana.
Durante sus primeros años laborales, obtuvo diversos trabajos para subsistir como taquígrafa y profesora. Hasta que, en 1909 incursionó en la política al difundir ideas contra el gobierno de Porfirio Díaz. 
En los años siguiente se convirtió en secretaria privada de Eduardo Hay y de Venustiano Carranza. Se destacó como miembro del Primer Congreso Feminista de Yucatán en 1916. En su faceta de periodista y escritora fue fundadora de la revista La Mujer Moderna y autora del libro La Doctrina Carranza y el acercamiento indolatino.
Después de que Carranza tomara el cargo como presidente electo de México, la comisionó para extender el carrancismo a nivel nacional y latinoamericano. En 1918 se postuló ilícitamente como diputada federal, pero perdió el cargo luego de que se publicaran los cargos de la controvertida elección.
Tras el asesinato de Carranza en 1920, se retiró de la vida pública y pasó el resto de sus días con una vida tranquila, fuera de cualquier acto público; aunque, en alguna ocasión, fue reconocida por sus «méritos revolucionarios». En 1954 falleció víctima de un paro cardiaco.
Actualmente es considerada una de los sufragistas que promovieron y lograron el voto de la mujer en México.

## Biografía

### Hermila Galindo
Nació el 2 de junio de 1886 en la Villa de San Fernando, hoy Ciudad Lerdo (Durango). Su madre fue Hermila Acosta (nacida en Canatlán)
Se desconoce a ciencia cierta la razón de que su padre la haya reconocido, pero quizás influenciado por la orfandad de Hermila, le dio su apellido —razón de su cambio de nombre— y la dejó al cuidado su tía soltera Ángela Galindo. Cursó la primaria entre su ciudad natal y Chihuahua; en este último lugar, estudió en la Escuela Industrial de Señoritas en donde se le instruyó en teneduría de libros, taquigrafía, telegrafía, mecanografía e inglés.
Daniel Muñoz, un reportero del periódico mexicano El Universal en su reportaje Ocho periodistas mexicanas (publicado el 15 de octubre de 1954) afirmó que el padre de Hermila, al ver su capacidad intelectual y aplicación escolar sobresaliente a su temprana edad, pensó en enviarla a alguna escuela estadounidense para estudiar Química, no obstante, falleció en 1902 —cuando Hermila tenía dieciséis años—.

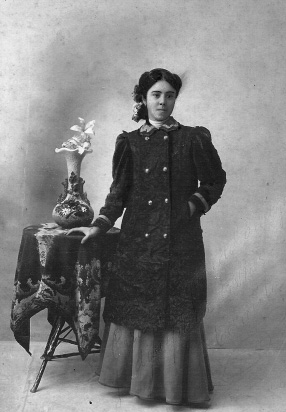
Fotografía a sus dieciocho años, época en la que daba clases (1904).

En el testamento de su padre él dejó su fortuna como herencia a sus hijos (incluyéndola). Sus hermanos le imposibilitaron acceder al dinero que legalmente le correspondía, razón por la que se vio obligada a trabajar como profesora de taquigrafía en diversas primarias particulares en Ciudad Lerdo, 
Gómez lacioPa y Torreó( ala últims en Coahu
ila).
Conforme los años pasaban en México —que estaba bajo la dictadura porfiriana— Hermila comenzó a simpatizar con el reyismo y, posteriormente, con el maderismo por las ideas antireleccionistas. Su primer acercamiento directo a dichas corrientes comenzó con el abogado Francisco Martínez Ortiz, dirigente del semanario antiporfirista El Nuevo Mundo.

### Incursión en la política
El comienzo de su vida pública se originó por un suceso ocurrido en 1909, cuando ella tenía veintitrés años. El 21 de marzo se conmemoró en Torreón el natalicio de Benito Juárez; ahí, el abogado Francisco Martínez Ortiz pronunció un discurso en el que glorifica los tiempos de la República Restaurada bajo el gobierno de Juárez y atacaba abiertamente el régimen de Porfirio Díaz. El alcalde de Torreón, Miguel Garza Adalpe, eliminó el discurso original para evitar su propagación.
Sin embargo, Hermila, en un acto de desobediencia civil a las autoridades municipales y tomó taquigrafía del discurso para que, posteriormente, fuese distribuido en diversas ciudades de Durango y Coahuila. Ese mismo año llegaron a la ciudad opositores públicos de Díaz: Diódoro Batalla, Heriberto Barrón, Benito Juárez Maza y José Peón del Valle. Batalla y Barrón pidieron copia del discurso para obsequiárselo a Juárez Maza, aunque, tras darse cuenta de la valentía de la joven, la adentraron al mundo de la propaganda antiporfirista.

### Revolución mexicana

#### Inicios
En 1911, se trasladó a Ciudad de México, donde pronto fue secretaria del general Eduardo Hay. Tras el derrocamiento de Francisco I. Madero, ocurrido en la Decena Trágica, Hermila se quedó sin un trabajo permanente; impartía cursos de taquigrafía en la escuela Miguel Lerdo de Tejada en Ciudad de México. 
Durante ese tiempo, es probable que mantuviera contacto o perteneciera a clubes revolucionarios, ya que en 1914 fue elegida por el club Abraham González para que fuese parte del comité de bienvenida al Ejército Constitucionalista. De esta forma, conoció a Venustiano Carranza, quien la invitó a colaborar como su secretaria particular. A partir de entonces, trabajó y promovió la política carrancista. 
En 1915, fundó y dirigió el semanario literario y político la Mujer Moderna, la cual tuvo una vigencia de cuatro años. A través de esta publicación, promovió la educación laica, la educación sexual, así como la igualdad de la mujer y los hombres. 
En 1916, envió una ponencia al Primer Congreso Feminista de Yucatán, "La mujer en el porvenir", que causó revuelo entre las mismas feministas. En dicho texto expuso sus ideas sobre el feminismo: explicaba la necesidad de igualdad entre mujeres y hombres, incluyendo sus derechos sexuales y políticos. Solicitó la necesidad de implementar un plan de educación sexual, y dijo que la religión era la principal responsable de la ignorancia de la población al respecto de este tema, por tratarlo como un tabú. Impartió conferencias sobre feminismo en diversos lugares del país, en los que fundaba clubes feministas: Veracruz, Tabasco, Campeche y Yucatán. Viajó a La Habana para dar a conocer la postura política de Venustiano Carranza y para protestar en contra de la política intervencionista de Estados Unidos en México. Fue autora del libro La doctrina Carranza y el acercamiento indolatino.

#### Sufragio femenino

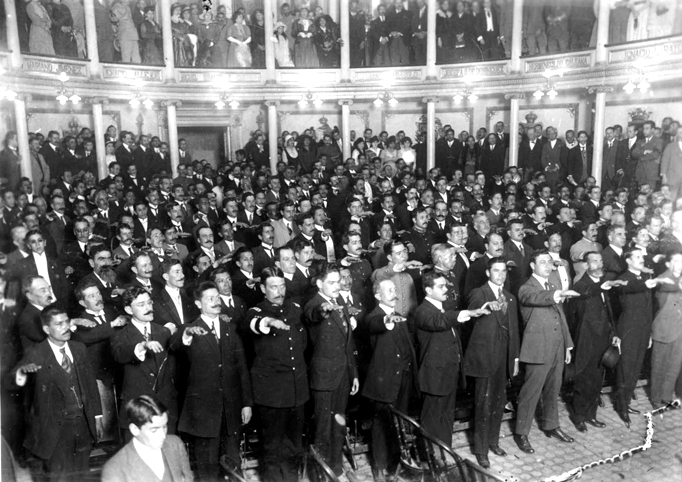
El Congreso constituyente se negó a aceptar el sufragio femenino.

En 1916, Hermila Galindo, era secretaria particular de Venustiano Carranza, envió al Congreso constituyente un escrito en el que exigía los derechos políticos para las mujeres, argumentando lo siguiente:

[…] La Nación y el mundo entero están pendientes de vuestras labores, señores diputados, y yo espero de ese nuevo código que estará confiado a vuestro patriotismo y equidad como representantes populares formándose partidos políticos con aspiraciones legítimas sin óbices personalistas para que la mujer mexicana, que no se ha excluido en la parte activa revolucionaria, no se le excluya en la parte política y que, por lo tanto, alcance de la nueva situación, derechos siquiera incipientes. […] Sería una injusticia grave, cometida por el Congreso Constituyente, que dejara a la mujer en el mismo grado de infelicidad en que hasta hoy se ha encontrado en lo que respecta a sus derechos políticos.

Defendió la igualdad de la mujer y su derecho a voto, promoviendo la inclusión de este en los artículos 34.° y 35.° de la Constitución Política de los Estados Unidos Mexicanos de 1917. Sin embargo, el Congreso Constituyente decidió no incluir el voto femenino en la nueva carta magna, bajo el argumento siguiente:

El hecho de que algunas mujeres excepcionalmente tengan las condiciones necesarias para ejercer satisfactoriamente los derechos políticos no funda la conclusión de que éstos deben concederse a las mujeres como clase [...] la actividad de la mujer no ha salido del círculo del hogar doméstico, ni sus intereses se han desvinculado de los de los miembros masculinos de la familia; no ha llegado entre nosotros a romperse la unidad de la familia, como llega a suceder con el avance de la civilización; las mujeres no sienten pues, la necesidad de participar en los asuntos públicos, como lo demuestra la falta de todo movimiento colectivo en ese sentido.

#### Candidata ilícita a diputada

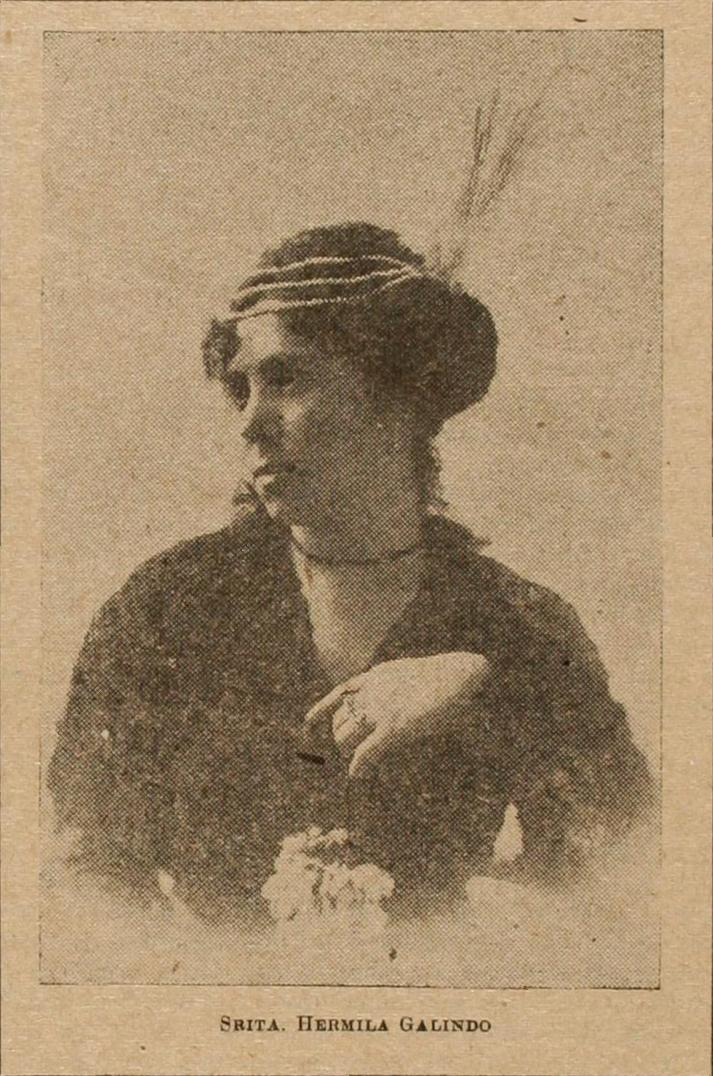
Extracto de Mujer Moderna en la noticia «La srita. Hermila Galindo se dirige a los cc. del 5º. distrito electoral» (1917).

En el número 68 de La Mujer Moderna habló que diversas personas la habían motivado para postularse como diputada federal en las próximas elecciones federales de 1918, siéndole instada a contender por el VIII o V distrito electoral del Distrito Federal. También reveló que le gustaría contender por el distrito que tuviera rivales fuertes, ya que, en el caso de que ganara, no quería tener una victoria «sin honra ni gloria». Posteriormente decidió optar por el V distrito.
Argumentaba la posibilidad de contender en las elecciones (tanto para postularse como para votar) ya que el recién redactado 34.° artículo constitucional declaraba que «son ciudadanos de la República mexicanos quienes…» y no especificaba si se refería a hombres u hombres y mujeres, siendo redactado originalmente con el objetivo de englobar únicamente hombres; aquello podría considerarse en la actualidad como una «laguna legal».
Como candidata no recibió grandes espacios para sus propuestas, pero, sí tuvo gran difusión por los medios de la época, entre ellos una noticia publicada por El Universal el 21 de febrero del mismo año.
Finalmente retó la ley electoral, y se presentó como candidata al Congreso de la Unión por el V distrito electoral del Distrito Federal.
No se sabe realmente cuantos votos obtuvo ni el lugar verdadero, aunque, el resultado fue oficial por el Colegio Electoral declaró que quedó en cuarto lugar, siendo el candidato electo el general Ernesto Aguirre Colorado. Galindo declaró en el número 72 de Mujer Moderna:

Como es bien sabido, yo figuré como candidato para Diputado por el 5º Distrito Electoral, habiendo perdido la elección, ya que después del escrutinio general resulté ocupando el cuarto lugar en un medio donde jugaron hasta veintiséis candidatos... Declaro enfáticamente y con sincera convicción que acepto mi derrota, porque acepto que la primera lección de democracia […] es la de saber perder.

Aun así, denunció que bajo el pretexto de no haber empadronado a las mujeres, se había prohibido votar a un «gran número de señoras y señoritas que se presentaron a hacerlo en mi favor»; también aclaró que ella no se prestó para «obtener un triunfo falso»; por otra parte, el mismo Aguirre Colorado había hablado con ella y había admitido que la reconocía como el «candidato triunfante».

#### Publicación de su libro
En 1919, Hermila publicó La Doctrina Carranza y el acercamiento indolatino, libro en el que dedica un apartado a la mujer latinoamericana y menciona que ha contribuido con la Doctrina Carranza, a través de efectuar “una constante labor de dignificación y de liberamiento de la mujer” y pugnando porque las mujeres ocupen el “lugar que en justicia le corresponde en el concierto social”. También en este documento alude a características con las que supuestamente la naturaleza dota a las mujeres, como la bondad, ternura y amor, entre otras.

### Posrevolución: Retiro de la vida pública

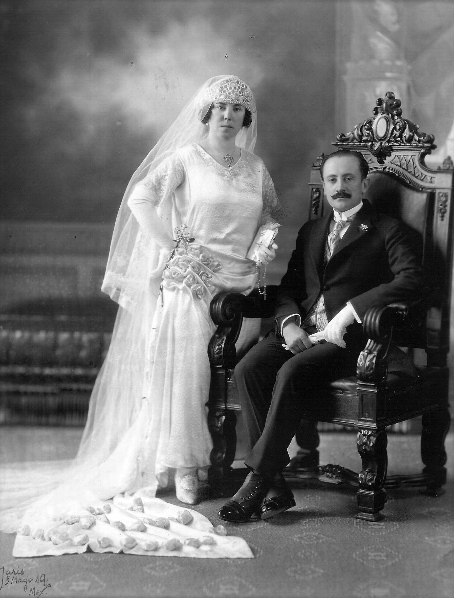
Boda de Galindo y Miguel Topete (1923).

La información biográfica sobre Galindo en periodo posterior del asesinato de Venustiano Carranza —realizado el 21 de mayo de 1920— es muy escasa debido a que se retiró de la vida pública. 
En 1923 contrajo matrimonio con Miguel Enríquez Topete. Valles Ruiz comenta en el libro biográfico de Galindo que Topete era un excelente cantante, con el rango de tenor y, aunado a su diferencia de gustos (entre la que destacaba el poco interés de Topete por la política) y personalidades, fue una de las razones por las que Galindo decidió casarse con él.
De acuerdo con la costumbre de la época en las que las mujeres casadas suprimían su apellido materno por el de su esposo, empezó a ser conocida como Hermila Galindo de Topete.
Su esposo tenía una hija, Concepción Topete, fruto de su anterior enlace; se sabe que ella vivió un tiempo en la casa Topete Galindo, la cual se encontraba en la calle Víctor Hugo 42 de la colonia Portales en la Ciudad de México. En el reportaje Ocho periodistas mexicanas por Daniel Muñoz (ya citado anteriormente) se menciona que durante ese periodo dedicó su vida a la pintura, afirmando que en su casa había dos de gran tamaño: una de Carranza portando la banda presidencial y otra de su esposo.

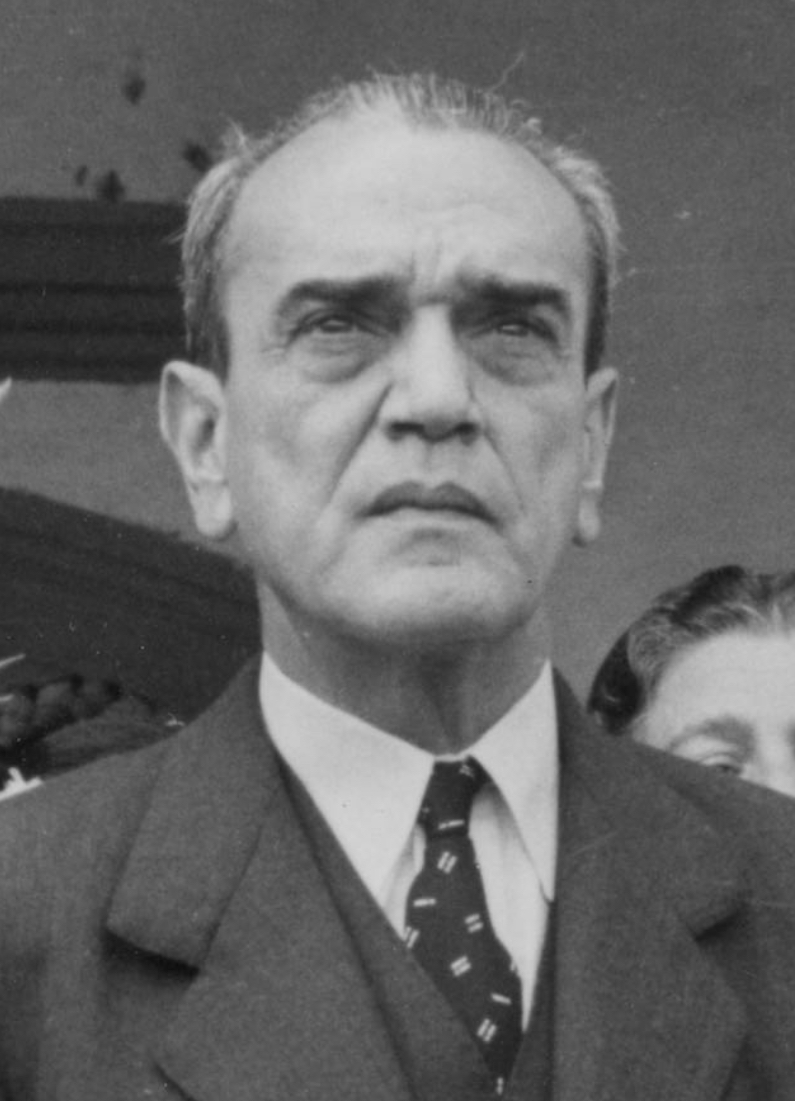
Adolfo Ruiz Cortines, fue un íntimo amigo de Galindo en sus últimos años de vida.

El 7 de febrero de 1940 Galindo recibió la Medalla al Mérito Revolucionario por parte de la Secretaría de la Defensa Nacional (SEDENA). Dos revolucionarios de la época recomendaron a Galindo para recibir la medalla: Pablo González Garza y Luis Cabrera Lobato. El primero escribió una carta personal en la que subrayaba: «Fue siempre leal a las causas que abrazó y su conducta sin tacha».
Biógrafos han afirmado que la familia Topete Galindo se mudó a Estados Unidos; sin embargo, es incorrecto, ya que en realidad se mudaron de la Ciudad de México a Santiago de la Peña, una localidad en el municipio de Tuxpan en Veracruz.
En una fecha desconocida entre 1948 y 1951, el gobierno federal le pidió en renta su casa de Ciudad de México para instalar una escuela; ella accedió con mucho gusto. Sin embargo, aquello le trajo múltiples complicaciones, ya que posteriormente la Secretaría de Educación Pública (SEP) se negó a mejorarle el pago del inmueble o devolvérselo; el asunto llegó hasta el secretario de Gobernación, Adolfo Ruiz Cortines, quien ya mantenía una relación de amistad desde fechas inexactas entre 1944 y 1948.
En una carta del 12 de abril de 1949 entre Ruiz Cortines y Galindo, ella le agradecía el favor de haber intervenido a favor de su inmueble, a lo que él respondió: «No llore, compañera, aquí estoy para defenderla», además de agregar que un ministro de la Suprema Corte de Justicia de la Nación (cuya identidad no releva) le mencionó que ella debió haber estado estar pensionada por el gobierno, a lo que ella contestó: «Yo no aspiro a pensiones», pero sí creo ser merecedora a que se me haga justicia y a que se me brinde alguna ayuda o medios de trabajo que me permitan en mi vejez una relativa tranquilidad; me causa una verdadera amargura el pensar que después de tantas luchas, no puedo dejar a mis hijas un mendrugo de pan y que nosotros que siempre vivimos con decoro, por la ruindad de algunos malos elementos de la revolución que no pueden perdonarme, […] ni atender a mi salud.

### Últimos años y fallecimiento
En 1953, vio el fruto de su trabajo hecho realidad cuando el Congreso y el gobierno de Adolfo Ruiz Cortines aprobaron la reforma al artículo 34.° constitucional:

Son ciudadanos de la República los varones y mujeres que, teniendo la calidad de mexicanos, reúnan además los siguientes requisitos: haber cumplido 18 años de edad, siendo casados, o 21, si no lo son, y tener un modo honesto de vivir.

La modificación al artículo fue dada a conocer a través del Diario Oficial de la Federación el 17 de octubre de 1953. El sufragio femenino no solo por Hermila Galindo, sino de otros personajes destacados de la época como Juana Belem Gutiérrez de Mendoza, Elvia Carrillo Puerto, Felipe Carrillo Puerto, Esther Chapa, Salvador Alvarado Rubio, entre otras.Como reconocimiento a su labor como maestra revolucionaria, feminista militante, líder sufragista, teórica de la Doctrina Carranza, el presidente Adolfo Ruiz Cortines le otorga el nombramiento honorario "la primera mujer congresista".
Hermila Galindo pasó sus últimos años de vida junto a su familia en una situación económica no muy lucrativa, pues la mayoría de los destacados personajes de la época (menos el presidente de aquel entonces, Adolfo Ruiz Cortines) la habían olvidado. En la Ciudad de México en la mañana del 18 de agosto de 1954, fue encontrada por su hija muerta plácidamente sobre su cama, víctima de un infarto agudo de miocardio.

## Ideología

### Emancipación de la mujer
Para Hermila Galindo, la mujer mexicana tenía que lograr tres emancipaciones: la del clero, la de los prejuicios de la sociedad existente y la del hombre. Ser promotora del carrancismo, tener vínculos con la élite política, ser directora de una revista y conferencista nacional e internacional fueron plataformas que Galindo utilizó para difundir su propuesta política que se nutrió de demandas sufragistas y feministas de las mujeres de su época, entre ellas, demandas por la libertad, el derecho a la educación y la igualdad laboral, sexual, civil y familiar.
En el discurso de Galindo son recurrentes los argumentos que insisten en que las mujeres deben participar en la esfera pública por su experiencia en la esfera privada; argumentos que en ocasiones parecen estratégicos para posicionar las demandas de las mujeres sin transgredir del todo el orden social del género vigente en esa época.

#### Sexualidad
Hermila siempre relacionó la sexualidad con la educación. Criticó y pidió que se orientaba a las madres para que sus hijas conocieran cuidados higiénicos básicos desconocidos por la mayoría de las familias; destacaba que era absurdo el pretexto de «no querer abrir los ojos».
Estaba de acuerdo con los postulados de Philipp Mainländer, quien afirmaba que el punto esencial de la vida residía en el instinto sexual. Una vez proclamó:

El instinto sexual es más agudo que el aguijón con el que se doma a los elefantes salvajes, y más ardiente que la llama. Es como un dardo clavado en el espíritu del hombre.

### Sufragio restringido
Galindo creía que en el caso de que fuera aceptada la propuesta por el Congreso Constituyente el derecho al voto femenino no debía ser universal, sino restringido, ya que debía de dotarse poco a poco a la mujer herramientas de decisión a través de su proceso de emancipación.
En un fragmento de la carta enviada al Congreso constituyente declaró lo siguiente: «Únicamente a las mujeres de cultura suficiente y que aporten al mismo tiempo el conglomerado de sus actividades. […] A la aptitud para la función del voto, llegará la mujer ejercitándola por etapas, comenzando por las elecciones municipales como dice Martínez Sierra».

## Obras publicadas
- Estudio de la Srita. Hermila Galindo con motivo de los temas que han de absolverse en el Segundo Congreso Feminista de Yucatán, Noviembre 20 de 1916. Mérida: Impresión del Gobierno Constitucionalista. 1916.[37]
- La doctrina Carranza y el acercamiento indolatino. 1919.[38]
- Un presidenciable : el general Don Pablo González. 1919.[39]

## Honores
- En Ciudad Lerdo hay erigidas dos conmemoraciones en su honor: el Monumento Hermila Galindo de Topete (que consiste en un busto sostenido por una columna) ubicado en la Plazuela Benito Juárez en la Zona Centro —donde también se encuentran otros monumentos dedicados a personas ilustres—[40] y una placa conmemorativa en la Plaza de Armas de la ciudad, también en la Zona Centro.[41]
- El Banco de México puso en circulación el 19 de noviembre de 2020 el billete de mil pesos mexicanos,[42] que como representación del periodo revolucionario se encuentra su efigie junto a Francisco I. Madero y Carmen Serdán.[43]
- El 2 de junio de 2018 fue homenajeada por su 132.º natalicio con un doodle de Google con una extensión únicamente en México.[44]

## Controversia respecto a su fecha de nacimiento
Su fecha de nacimiento correcta es el 2 de junio de 1886. Algunos autores erróneamente lo han ubicado en otras fechas. Por ejemplo, el Instituto Nacional de Estudios Históricos de las Revoluciones de México (INEHRM) en un documento a cargo de Patricia Galeana tiene escrito el 29 de mayo de 1885; e inclusive, en la placa conmemorativa puesta en ciudad natal tiene inscrita como su fecha de nacimiento el 29 de mayo de 1896.
Sin embargo, Valles Ruiz habla al respecto en su libro biográfico de Galindo:

Una primera inquietud que surge al hablar de su fecha de nacimiento es si fue en 1886 o en 1896 como se asienta en diversas fichas biográficas. Empero, la duda se despejó al consultar el Certificado de Bautismo del archivo parroquial de Ciudad Lerdo, Durango, documento al que se tuvo acceso gracias a Alfonso Ballesteros, nieto de Hermila, quien proporcionó una copia. Por otra parte, este dato también se asienta en la investigación que sobre Hermila realizó Laura Orellana Madrid.